# 19528 Delloro
19528 Delloro (1999 GB1) là một tiểu hành tinh vành đai chính được phát hiện ngày 4 tháng 4 năm 1999 by Germano D'Abramo và A. Boattini ở San Marcello Pistoiese.